# 神秘杆菌属
神秘杆菌属（学名：Cryptobacterium），也称短小杆菌属，是伊格尔兹氏菌科下的一个属。本属的惟一种Cryptobacterium curtum是从人口腔中分离出的革兰氏阳性厌氧杆菌。

## 下属物种
本属包括以下物种：
- Cryptobacterium curtum Nakazawa et al., 1999[1]